# Wadi as-Sir (distrikt)
Wadi as-Sir, formellt Liwa Wadi as-Sir (arabiska: لواء وادي السير) är ett distrikt i Jordanien. Det ligger i Huvudstadsprovinsen, i den norra delen av landet, 15 km väster om huvudstaden Amman.